# Jadwiga Muszyńska (historyk)
Jadwiga Zuzanna Muszyńska (ur. 10 sierpnia 1946 w Białej Rawskiej, zm. 13 grudnia 2016 w Kielcach) – polska historyk, profesor nauk humanistycznych.

## Życiorys
W 1965 ukończyła Liceum Pedagogiczne w Tomaszowie Mazowieckim. W latach 1965–1970 odbyła studia z zakresu historii w Wyższej Szkole Pedagogicznej w Opolu. Doktoryzowała się tamże w 1980 na podstawie pracy zatytułowanej Gospodarstwo wiejskie w starostwie sandomierskim w l. 1510–1663, której promotorem był Zenon Guldon. Stopień doktora habilitowanego uzyskała w 2000 na Uniwersytecie Jagiellońskim w oparciu o rozprawę Żydzi w miastach województwa sandomierskiego i lubelskiego w XVIII w. Studium osadnicze. Tytuł naukowy profesora nauk humanistycznych otrzymała 12 listopada 2013.
W 1970 podjęła pracę w Wyższej Szkole Nauczycielskiej w Kielcach, przekształconej następnie w Wyższą Szkołę Pedagogiczną, Akademię Świętokrzyską i Uniwersytet Jana Kochanowskiego. Początkowo zatrudniona była na stanowisku asystenta, następnie adiunkta i od 2000 profesora. Od 2005 do 2008 była dyrektorem Instytutu Historii, natomiast w latach 2008–2012 pełniła funkcję dziekana Wydziału Humanistycznego. Do 2014 kierowała Zakładem Historii XVI-XVIII wieku, następnie była profesorem emerytowanym UJK. Zajmowała również stanowisko profesora zwyczajnego w Warszawskiej Wyższej Szkole Humanistycznej im. Bolesława Prusa. Zasiadała nadto w Komitecie Nauk Historycznych Polskiej Akademii Nauk.
Zajmowała się historią nowożytną, w szczególności gospodarką i społeczeństwem Małopolski oraz mniejszościami etnicznymi i wyznaniowymi tego regionu (XVI-XVIII w.).

## Wybrane publikacje
- Gospodarstwo chłopskie w starostwie sandomierskim 1510–1663, Kielce 1991.
- Żydzi w miastach województwa sandomierskiego i lubelskiego w XVIII wieku. Studium osadnicze, Kielce 1998.
- Gospodarka dworska w dobrach biskupów krakowskich w połowie XVII wieku, Kielce 2012.